# Harold Mabern
Harold Mabern (Memphis, Tennessee, 1936. március 20. – 2019. szeptember 19.) amerikai dzsesszzongorista. 
Herbie Hancock előtt ő volt Miles Davis zongoristája. Állandó tagja Lee Morgan, Wes Montgomery, Hank Mobley együtteseiek. Rendszeresen játszott John Coltrane, Cannonball Adderley, Freddie Hubbard, Sonny Stitt, Clark Terry és mások mellett.

## Pályakép
Mabern 1936. március 20-án született a Tennessee állambeli Memphisben. A középiskola után Chicagóba költözött, hogy a Frank Strozier trombitás által vezetett zenekarban játsszon. A chicagói Zenei Konzervatóriumba (ACM) járt. 1959-ben, 23 évesen New Yorkba költözött. Ott kapcsolatba került Cannonball Adderley-nel, aki meghívta a híres Birdland jazzklubba. Ezután többek között Miles Davisszel és Lionel Hamptonnal dolgozott. 1968-ban adta ki első albumát, és ugyanebben az évben kiadta a Rakin' and Scrapin'-t is.
Az 1970-es, -80-as években Mabern főként mások támogatójaként tevékenykedett. Élete utolsó éveiben gyakran fellépett New York-i klubokban.
2017-ben kvartettjével fellépett a Szegedi Jazz Napokon.

## Lemezek
- 1968: A Few Miles from Memphis
- 1968: Rakin' and Scrapin'
- 1969: Workin' & Wailin'
- 1970: Greasy Kid Stuff!
- 1978: Pisces Calling
- 1984–85: Joy Spring
- 1989: Straight Street
- 1999 1–92: Philadelphia
- 1993: Lookin' on the Bright Side
- 1995: For Phineas
- 1992–93: The Leading Man
- 1996: Mabern's Grooveyard
- 1999: Maya with Love
- 2001: Kiss of Fire
- 2003: Falling in Love with Love
- 2003: Don't Know Why
- 2004: Fantasy, Venus
- 2005: Somewhere over the Rainbow
- 2006: Misty
- 2012: Mr. Lucky
- 2012: Live at Smalls
- 2013: Right on Time
- 2014: Afro Blue